# Green Grid
The Green Grid est un consortium industriel à but non lucratif qui rassemble 501 membres (sociétés et représentants issus pour la plupart du monde de l'informatique) début 2015 appartenant à « plus de 200 entités membres à l'échelle mondiale ». L'organisation accueille aussi des utilisateurs finaux du monde industriel, des décideurs ou représentants du monde politique, des entreprises de services publics, des architectes/designers et propriétaires/gestionnaires de data centers pour travailler au « verdissement » du secteur des réseaux informatiques et des technologies de l'information et des communications (TIC).

## Statut
Ce consortium a été construit et il est géré comme organisation non gouvernementale souhaitant s'impliquer dans la question des économies d'énergie dans le secteur de l'électronique et de l'informatique (TIC) et plus généralement dans l'informatique verte.

## Histoire
En avril 2006, les premiers membres furent Advanced Micro Devices, Dell, Hewlett-Packard, IBM et Sun Microsystems.
Ils furent rapidement rejoints par Intel et Microsoft puis (le 26 février 2007) par APC by Schneider Electric, Rackable Systems, SprayCool (qui sera intégré à Parker Hannifin et VMware.
Un premier « sommet » de travail a été annoncé par le consortium en 2007

## Problématiques et objectifs du consortium
Alors que l'informatique progresse rapidement dans le monde, et notamment parce que la demande en espace de stockage et en bande passante augmente exponentiellement avec les mégadonnées (big data), elle peine à réduire son empreinte écologique, son empreinte carbone et énergétique globale ; les gestionnaires de fermes de serveurs sont confrontés à des difficultés de ressource énergétique (besoins croissant en alimentation électrique, en refroidissement et parfois en espace). Les smartgrids eux-mêmes, s'ils ne sont pas écoconçus ou s'ils servent à des mésusages ou à des usages « gadgets » peuvent être source d'un nouveau gaspillage énergétique.
« The Green Grid » se veut être :
- une plate-forme d’expertise sur les centres de données pour les gouvernements, 'industrie et les organismes de conseil du domaine[5],
- un organe de lobbying « mettant à profit l'influence combinée d'un corps diversifié de leaders de l'industrie des TIC »
- un lieu neutre et dynamique d’échanges collaboratifs et d’émulation entre concurrents et experts de l’industrie travaillant « étroitement ensemble pour faire avancer les missions de l'organisation »[2], dont l'écriture des étapes à suivre (feuille de route ou roadmap[6]).

Le Green Grid a développé des indicateurs environnementaux pour les centres de données (voir Indicateur d'efficacité énergétique).

## Participants
En 2014, le Conseil d'administration était dirigé par des représentants de  :
- Cisco Systems
- Dell
- EMC
- Emerson Network Power
- Google
- HP
- IBM
- Intel
- Schneider Electric

En 2007, ce même conseil d'administration était dirigé par ,:
- AMD
- APC
- Dell
- EMC
- Emerson Network Power
- HP
- IBM
- Intel
- Microsoft
- Oracle
- Symantec